# Шампрон он Гатин
Шампрон он Гатин (фр. Champrond-en-Gâtine) насеље је и општина у централној Француској у региону Центар (регион), у департману Ер и Лоар која припада префектури Ножан ле Ротру.
По подацима из 2011. године у општини је живело 565 становника, а густина насељености је износила 16,78 становника/km². Општина се простире на површини од 33,68 km². Налази се на средњој надморској висини од 250 метара (максималној 277 m, а минималној 207 m).

## Демографија
| 1962. | 1968. | 1975. | 1982. | 1990. | 1999. | 2011. |
| ----- | ----- | ----- | ----- | ----- | ----- | ----- |
| 484   | 507   | 446   | 430   | 356   | 416   | 565   |

График промене броја становника у току последњих година